# Volksempfänger

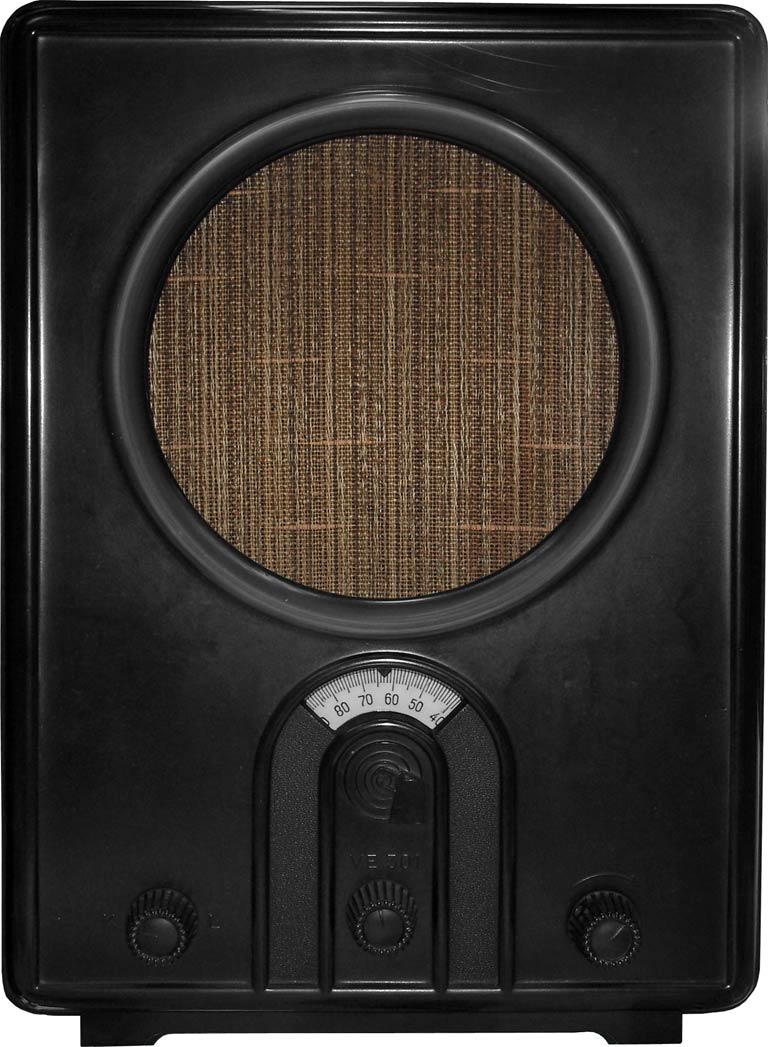
A „Volksempfänger”, azaz néprádió

A Volksempfänger (a „néprádió” német megfelelője) típusú rádió-vevőkészülékeket a német Otto Griessing mérnök fejlesztette ki a náci Németország propagandaminisztere, Joseph Goebbels utasítására (innen ered a német szlengben elterjedt "Goebbels-ormány" gúnynév is).
A Volksempfänger-program célkitűzése az volt, hogy széles néprétegek számára elérhetővé tegye a rádiókészülék megvásárlását. Goebbels felismerte, hogy az akkoriban újdonságnak számító kommunikációs eszköznek milyen propagandaértéke van, ezért a rádió-vevőkészülék minél szélesebb körben való elterjesztését kiemelten fontosnak tartotta.

## A készülék története
Az eredeti Volksempfänger VE-301 modellt 1933. augusztus 18-án mutatták be Berlinben, az Internationale Funkausstellung Berlin kiállítás során. Az első VE-301 készülékeket az akkoriban meglehetősen alacsonynak számító 76 birodalmi márkás áron forgalmazták, ezen felül elkészült egy olcsóbb, 35 márkás modell is, a DKE38 (amelynek csúfneve Goebbels-Schnauze – „Goebbels ormánya” volt). Ezt követően számos újabb modell is elkészült, amelyeket a Volksempfänger, Gemeinschaftsempfänger, KdF (Kraft durch Freude), DKE (Deutscher Kleinempfänger) márkanevek alatt forgalmaztak.
A Volksempfängers-típusú rádiókat úgy tervezték, hogy csak helyi rádióállomásokat fogjanak, vagyis elsősorban a nácik ellenőrzése alatt álló német rádiókat, míg más, külföldi rádióállomásokat (mint pl. a BBC World Service adása) nem lehetett fogni. Ennek érdekében a legtöbb Volksempfänger rádió nem volt képes a rövidhullámú frekvenciasávokat befogni és nem követte az akkoriban széles körben alkalmazott gyakorlatot, hogy a legnagyobb európai rádióállomások helyét bejelölték a hangoló skálán. Emiatt lényegében csak német, illetve az Anschluss után osztrák állomások voltak feltüntetve és az olcsóbb készülékeken nem is tüntették fel a frekvenciasávokat sem. A rádiók érzékenysége is igen alacsony volt, bár kis ügyességgel és technikai tudással lehetséges volt külföldi rádióállomásokat is befogni (elsősorban a BBC-t, amely a második világháború során jelentősen növelte adásainak teljesítményét).
Közvetlenül a készülékek megjelenését követően több német gyártó is elkezdte forgalmazni a Volksempfängerek kiegészítőit, melyek alkalmassá tették a vevőket a szelektív távolsági vételre. A legolcsóbbak a 2-8 márkáért megvásárolható hullámcsapdák voltak, melyeket a Kaco, a Luxor, a Membra, illetve a Heliogen cégek forgalmaztak. De megjelentek a kiegészítő skálák is, az egyszerűen felragasztható verziótól kezdve a komoly, áttételes mechanikát, világítást és erősítőt tartalmazó berendezésekig. A német Braun gyár már 1935-től kezdődően árusította VE-Vorsatzgerät elnevezésű Volksempfänger kiegészítőjét, melyet a rádiókészülékre csatlakoztatva közel teljes értékű, skálával ellátott, távolsági vételre is alkalmas, külföldi (köztük London, Brüsszel, Stockholm, Hilversum, Toulouse, Athlone) adóállomásokat is feltüntető rádióvevőt eredményezett. A kiegészítőt 72 birodalmi márkáért, azaz közel a Volksempfänger árának megfelelő összegért lehetett megvásárolni. De elérhetők voltak olcsóbb berendezések is, így a Körting-Radio, a Konski und Krüger, a Kaco, az Isolan, a Brandt vagy Undy rádió-, illetve rádiókellék gyártók világvevő skálái is. Az 1935/36-os német rádiókatalógus olyan termékek széles választékát mutatja be, amelyek javítják a távolsági rádióvételt és könnyebben kezelhetővé teszik a Volksempfängereket. Lehetett vásárolni a rövidhullámú vételt lehetővé tevő, a Siemens által gyártott, úgynevezett KW-Adaptereket is, melyekkel a többezer kilométerre elhelyezkedő adók vétele is lehetővé vált. 
A náci Németországban külföldi rádióállomásokat hallgatni bűncselekménynek számított, míg a németek által elfoglalt területeken a német állampolgárokon kívül bárkinek tilos volt bármilyen rádióadást hallgatnia (ezt a háború vége felé minden elfoglalt országban bevezették és tömegesen kobozták el a vevőkészülékeket).
Az előírások megszegőire enyhébb esetben pénzbüntetés és a rádió elkobzása várt, súlyos esetben börtönbüntetés vagy halál. Ennek ellenére a németek által elfoglalt területeken az emberek megkísérelték elrejteni a készülékeket, illetve egyszerű rádióvevőket eszkábáltak, hogy továbbra is hallgathassák a külföldi rádióadásokat. Számos illegális kiadvány jelent meg, amely nyomtatott formában adta közre a rádióban bemondott híreket. A nácik ezt a rádióadások zavarásával igyekeztek megakadályozni.

## A néprádió hatása
A Volksempfänger készülékek propagandaértékét jól jellemzi, hogy Hitler építésze, Albert Speer is megemlítette a nürnbergi tárgyalás során az utolsó szó jogán mondott beszédében.:
Hitler diktatúrája egy lényeges elemében különbözött minden korábbi diktatórikus rendszertől. Ugyanis ez volt az a diktatúra [...] amely teljes körűen felhasznált minden rendelkezésre álló technikai eszközt saját országának elnyomására. Az olyan technikai vívmányok, mint a rádió és a hangosbemondó, lehetővé tették, hogy 80 millió embert fosszanak meg a gondolat szabadságától. Csak így lehetett őket alávetni egy ember akaratának.

## A brit néprádió
A Volksempfänger rádiók brit megfelelője volt a Utility Radio, amelyet a kormányzat által jóváhagyott tervek alapján számos brit üzemben készítettek csereszabatos alkatrészekkel, amely megkönnyítette a rádiók javítását is. A hasonló kialakítás mögött azonban más indok állt: a britek a háborús blokád miatt csak szűkösen hozzáférhető nyersanyagok minél jobb kihasználását akarták elérni a szabványos és olcsó készülék kifejlesztésével. A külföldi rádióállomásokat kis nehézséggel, de lehetett fogni ezeken a rádiókon is, bár ezt az Egyesült Királyság kormánya nem támogatta a háború alatt (de nem volt törvénybe ütköző cselekedet).

## AVolksempfängermint kulturális szimbólum
- Az 1975-ös Radio-Activity című nagylemez, amelyet a német Kraftwerk együttes adott ki, borítóján egy Volksempfänger rádiót ábrázol, mégpedig a DKE típusú (model 38) készüléket.
- A német Welle:Erdball együttes kiadott egy számot Volksempfänger VE-301 címen, amely 2002-ben jelent meg a Die Wunderwelt Der Technik nagylemezen.

## A német néprádióval foglalkozó könyvek és egyéb kiadványok listája
Németül:
- Ansgar Diller: Der Volksempfänger. Propaganda- und Wirtschaftsfaktor. In: Mitteilungen des Studienkreises Rundfunk und Geschichte 9/1983, S. 140-157
- Michael P. Hensle: Rundfunkverbrechen. Das Hören von "Feindsendern" im Nationalsozialismus, Metropol: Berlin 2003, ISBN 3-936411-05-0
- Wolfgang König: Der Volksempfänger und die Radioindustrie. Ein Beitrag zum Verhältnis von Wirtschaft und Politik im Nationalsozialismus. In: Vierteljahreshefte für Sozial- und Wirtschaftsgeschichte 90/2003, S. 269-289
- Wolfgang König: Mythen um den Volksempfänger. Revisionistische Untersuchungen zur nationalsozialistischen Rundfunkpolitik. In: Technikgeschichte 70/2003, S. 73-102
- Wolfgang König: Volkswagen, Volksempfänger, Volksgemeinschaft. "Volksprodukte" im Dritten Reich: Vom Scheitern einer nationalsozialistischen Konsumgesellschaft, Ferdinand Schöningh: Paderborn et al. 2004, ISBN 3-506-71733-2
- Conrad F. Latour: Goebbels' "außerordentliche Rundfunkmaßnahmen" 1939-1942. In: Vierteljahrshefte für Zeitgeschichte 11/1963, S. 418-435.
- Daniel Mühlenfeld: Joseph Goebbels und die Grundlagen der NS-Rundfunkpolitik. In: Zeitschrift für Geschichtswissenschaft 54/2006, S. 442–467.
- Uta C. Schmidt: Der Volksempfänger. Tabernakel moderner Massenkultur. In: Inge Marßolek/Adelheid von Saldern (Hg.): Radiozeiten. Herrschaft, Alltag, Gesellschaft (1924-1960), Vlg. f. Berlin-Brandenburg: Potsdam 1999, S. 136-159, ISBN 3-932981-44-8
- Kilian J. L. Steiner: Ortsempfänger, Volksfernseher und Optaphon. Entwicklung der deutschen Radio- und Fernsehindustrie und das Unternehmen Loewe 1923-1962, Essen: Klartext Vlg. 2005, ISBN 3-89861-492-1

## Külső hivatkozások
- Comprehensive reference of German made Volksempfängers, with pictures
- Volksempfänger schematics, various models
- Radiomuseum Fürth
- Transdiffusion Radiomusications "Hitlers Radio"
- Volksempfänger (Germany) "VE 301, DKE 38, DAF 1011"